# アントーン・カラス

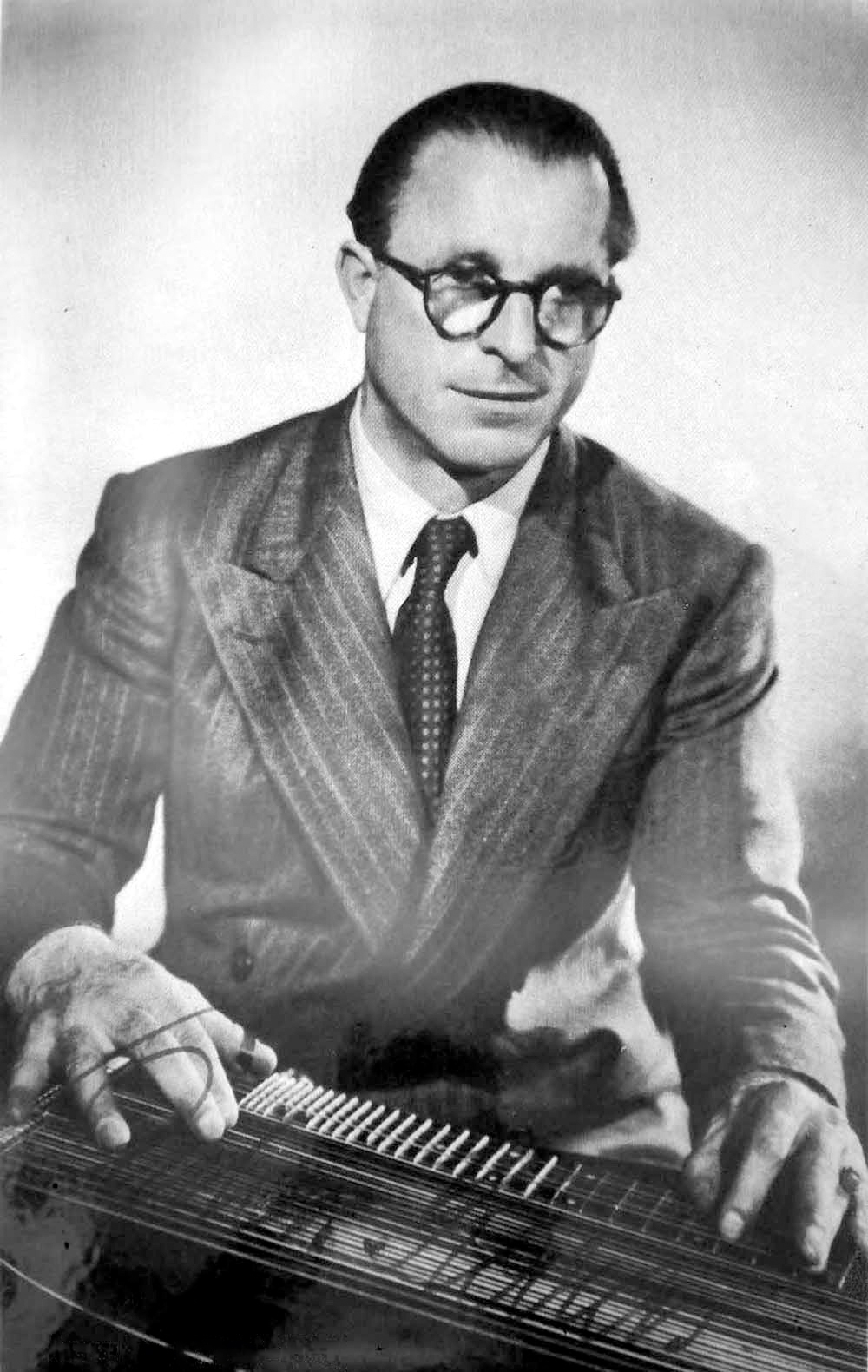
Anton Karas (1951)

アントーン・カラス（Anton Karas、1906年7月7日 - 1985年1月10日）は、オーストリアのツィター奏者、作曲家。映画『第三の男』のテーマ曲（『ハリー・ライムのテーマ』の名でも知られる）で有名。

## 生涯
工員の息子としてウィーンに生まれ育つ。ハンガリー人の家系である。12歳でツィターの演奏を始め、15歳の時には既にウィーンのホイリゲ（居酒屋）で演奏家として自活していた。
第二次世界大戦の前後を通じて、週に15ドルという薄給で妻と3人の子供を養っていたが、1948年（1949年という説もある）、ウィーンのホイリゲで演奏中に、映画監督キャロル・リードに見出され、『第三の男』の音楽担当者に抜擢された。
この音楽が大人気を呼び、1949年9月には英国王室の招待を受け、バッキンガム宮殿で演奏。1951年にはローマ教皇の招待を受けてバチカン宮殿で演奏した。
『第三の男』は、ウィーンの描かれ方などについて地元では当初から不評の映画であり、その協力者であるカラスには嫌がらせも少なくなかったが、彼はこれに耐えてウィーンに住み続けた。

## エピソード
- 日本においては同曲はヱビスビールのコマーシャルに使われていることでも知られる。
- 軍司貞則『滅びのチター師』（1982年文藝春秋）は、その経緯を追ったノンフィクションであり、翌年には西村晃主演でNHKラジオドラマ化された。